# Куриста (Йыгевамаа)
Ку́риста (эст. Kurista) — деревня в волости Йыгева уезда Йыгевамаа, Эстония.

## География и описание
Расположен в 2 км к западу от уездного и волостного центра — города Йыгева, их разделяет деревня Ыуна. Высота над уровнем моря — 81 метр.  
Через деревню проходит шоссе Йыгева—Пылтсамаа и Линнамяэская трасса для внедорожных гонок (Linnamäe Krossirada).
Климат умеренный. Официальный язык — эстонский. Почтовый индекс — 48413.

## Население
По данным переписи населения 2021 года, в Куриста насчитывалось 219 жителей, из них 217 (99,5 %) — эстонцы.
По данным переписи населения 2011 года, в деревне проживали 228 человек, из них 224 (98,2 %) — эстонцы.
Численность населения деревни Куриста по данным переписей населения:
| Год  | 1959 | 1970  | 1979  | 1989  | 2000  | 2011  | 2021  |
| ---- | ---- | ----- | ----- | ----- | ----- | ----- | ----- |
| Чел. | 222  | ↘ 192 | ↗ 234 | ↗ 359 | ↘ 266 | ↘ 228 | ↘ 219 |

## История
В источниках 1424 года упоминается Coristal (мыза), 1611 года — Kurisza, 1695 года — Kurrista.
В деревне расположено городище Куриста (также Сиймусти). Внесено в  Государственный регистр памятников культуры Эстонии как археологический памятник.
После земельной реформы 1919 года на землях бывшей мызы Куриста (нем. Kurrista, эст. Kurista mõis) сформировалось поселение, в 1977 году получившее официальный статус деревни. 
Главное здание мызы до настоящих дней не сохранилось. Оно было двухэтажным, коротким и высоким, с чердачными комнатами. После пожара в начале 1970-х годов года на его остатках было построено административное здание местного лесхоза, и Куриста стала его центром. Парк, каретник-конюшня и кладбище мызы внесены в Государственный регистр памятников культуры Эстонии.  
В 1967 году на находящейся на территории деревни братской могиле советских воинов, павших во Второй мировой войне (исторический памятник с 1997 до 2023 года), был установлен памятник без надписи, с выбитыми на нём датами «1941—1945». Памятник представляет из себя два разновеликих столба из доломитовых плит, более высокий стоит с наклоном влево, на нём рельеф мужской фигуры с высоко вскинутой головой, который смотрит на поднятую вверх руку, сжатую в кулак; левая рука свободно лежит вдоль тела. Перед памятником на земле 23 плиты с именами. Авторы памятника — архитектор Юло Сирп (Ülo Sirp) и скульптор Эльмар Ребане (Elmar Rebane). Согласно советским данным, здесь похоронены 184 человека. На плитах перечислены 27 имён и сделана пометка о 57 неизвестных воинах.  В протоколе от 30 ноября 2022 года рабочая группа по советским памятникам при Госканцелярии Эстонии признала памятник «нейтральным монументом», т. е. не подлежащим демонтажу или замене. Братская могила находится на  деревенском кладбище Сиймусти (см. Список советских военных памятников Эстонии).
В деревне расположено стрельбище, с октября 2009 года до сентября 2023 года находившееся в распоряжении «Кайтселийта». 11 сентября 2023 года территория стрельбища была выставлена на аукцион.

## Инфраструктура
По состоянию на 2023 год в Куриста работало подразделение Йыгеваского детского сада «Карикакар» (эст. Karikakar — «Ромашка»). Ранее это был самостоятельный детсад «Карукелль» (эст. Karukell — «Подснежник»).

## Галерея

Деревня Куриста
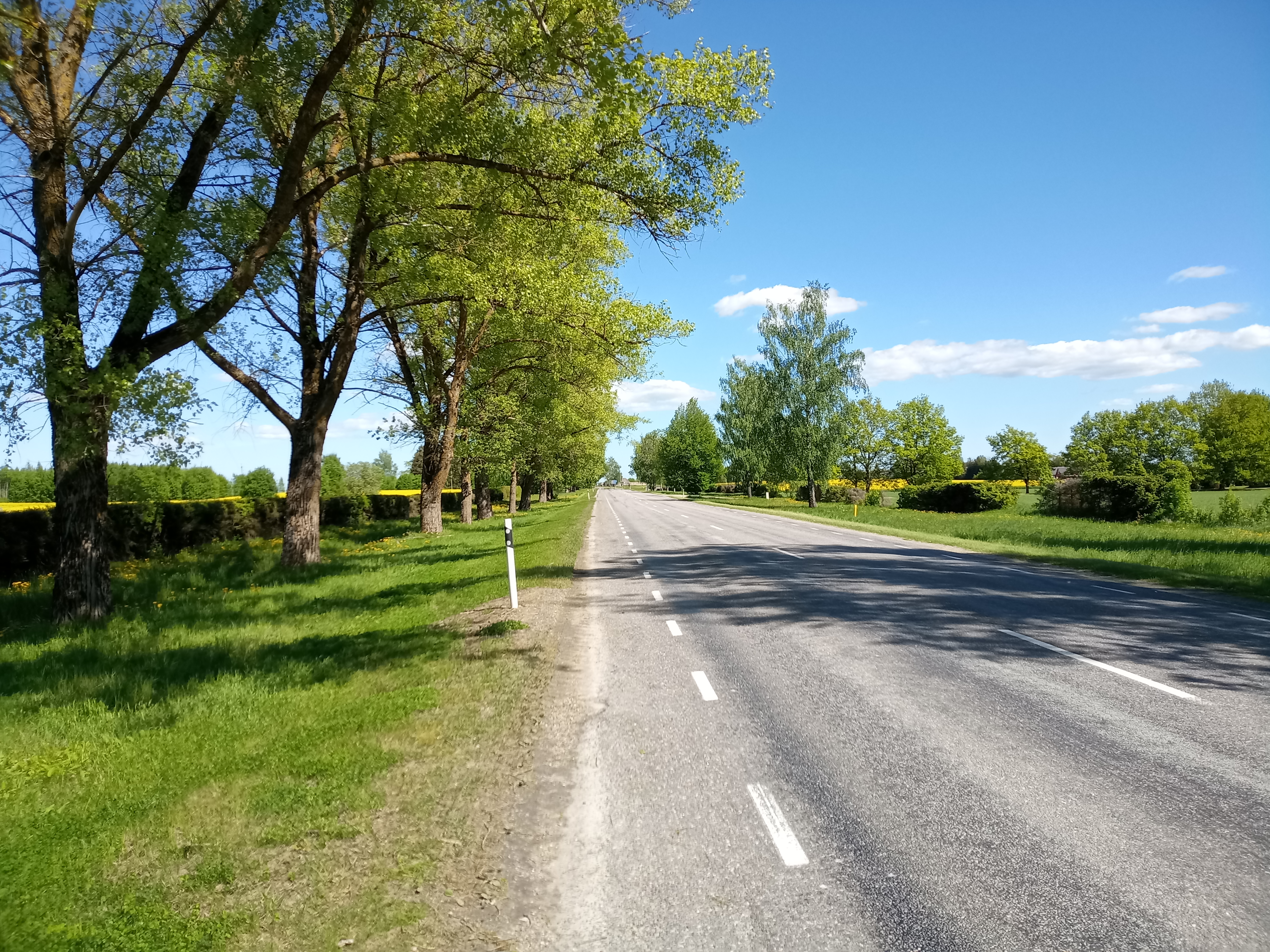
Шоссе Йыгева—Пылтсамаа
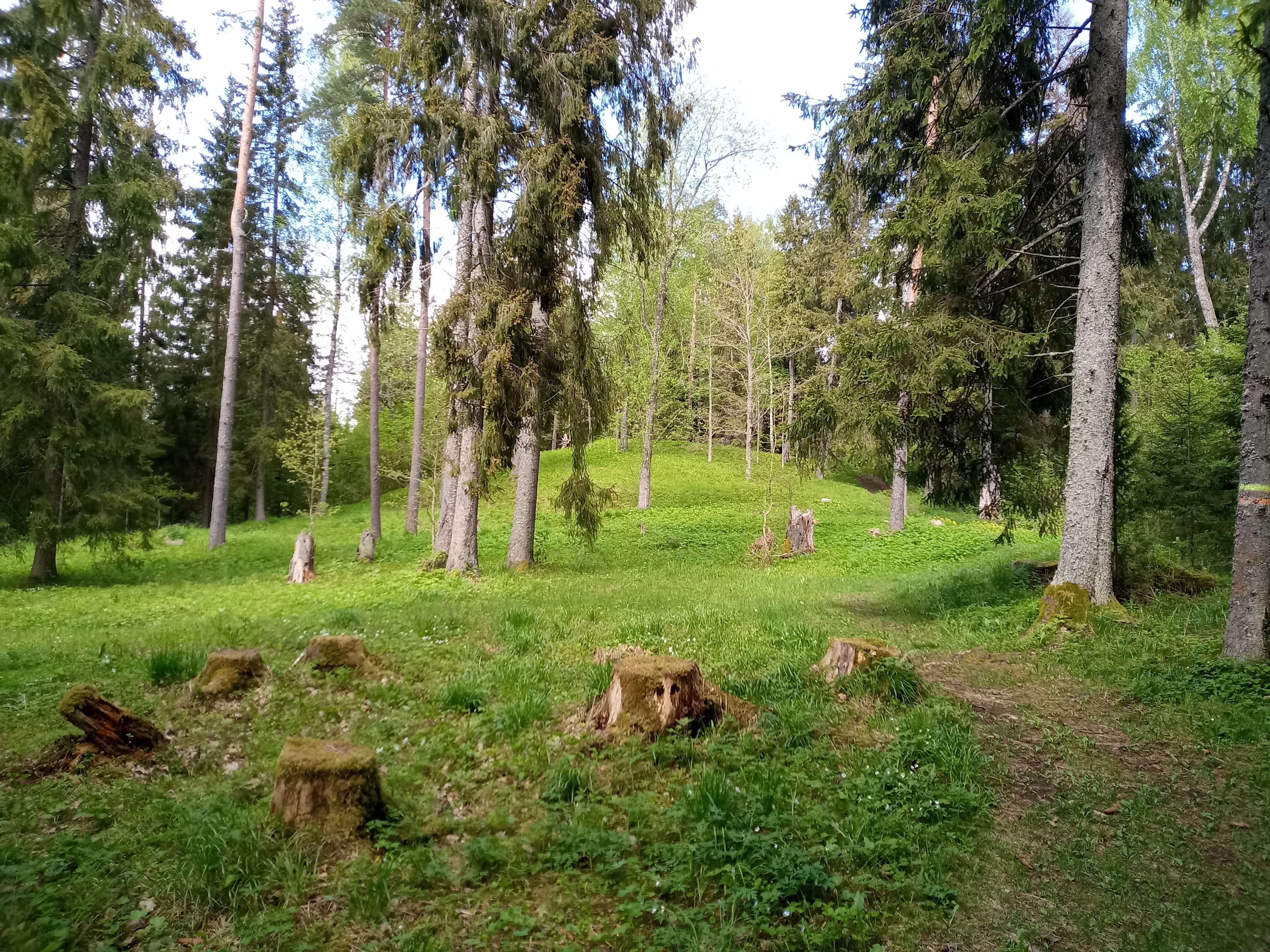
Городище Куриста (Сиймусти)
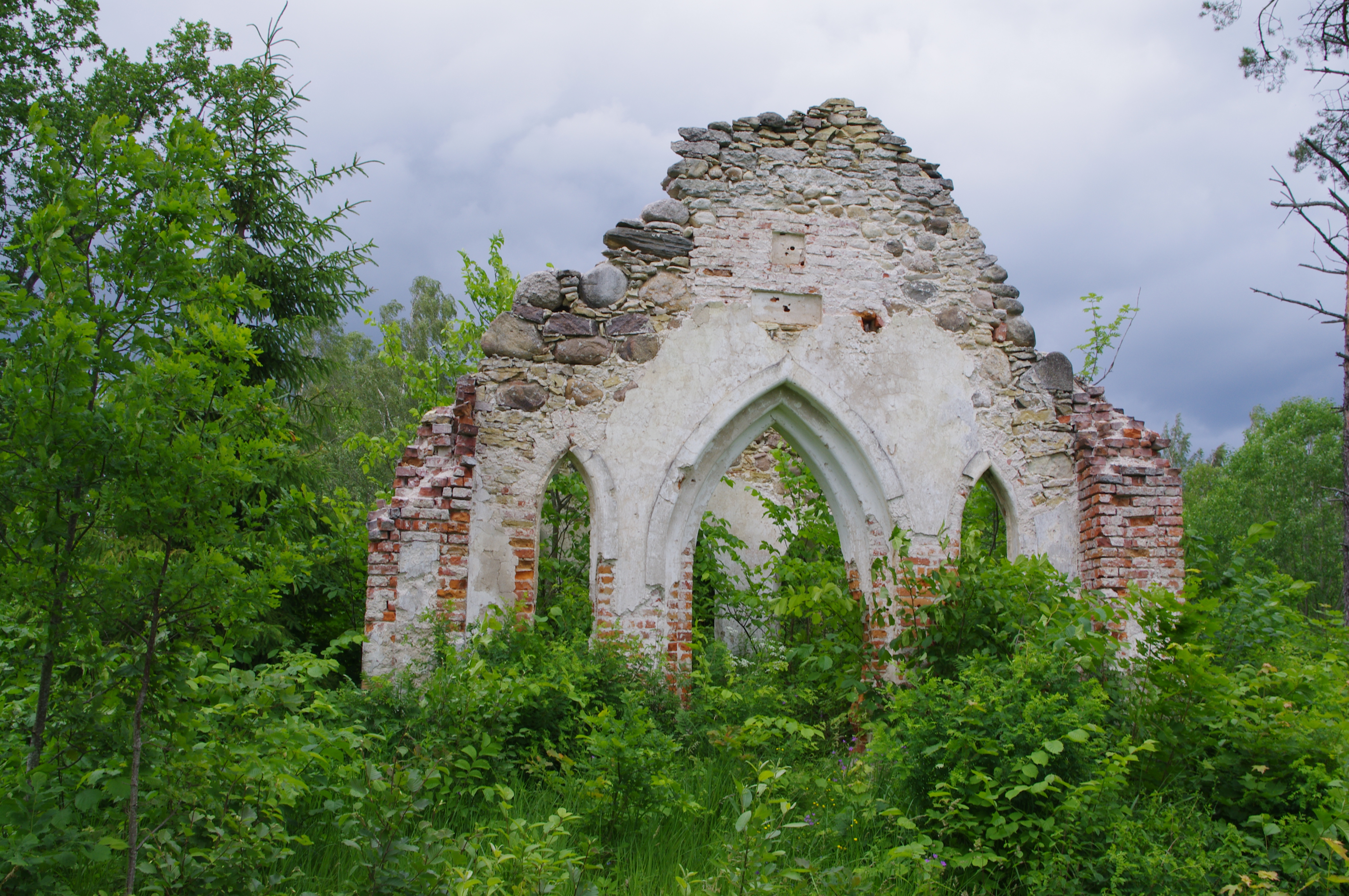
Руины часовни на кладбище мызы Куриста
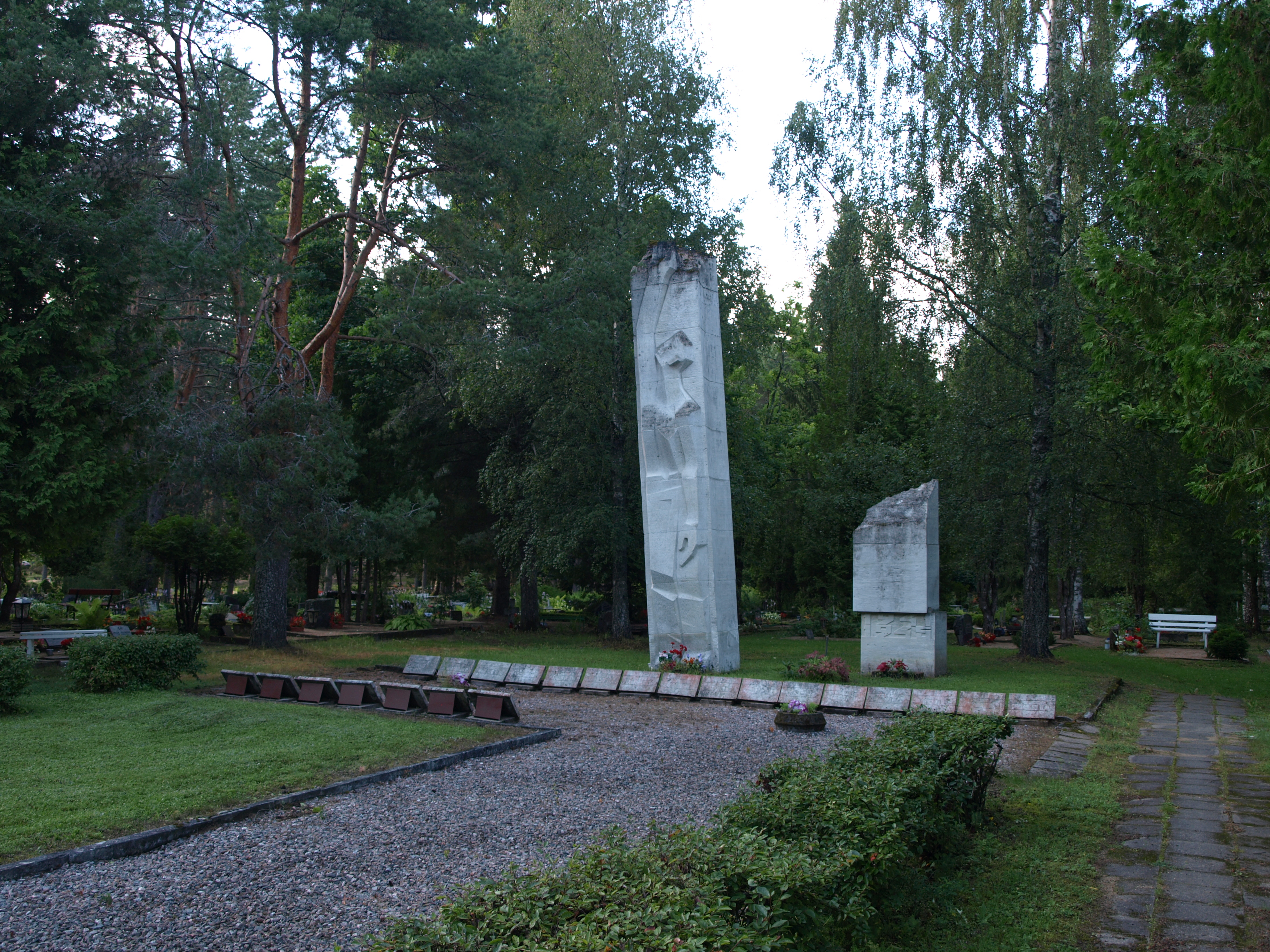
Братская могила советских воинов, павших во II мировой войне
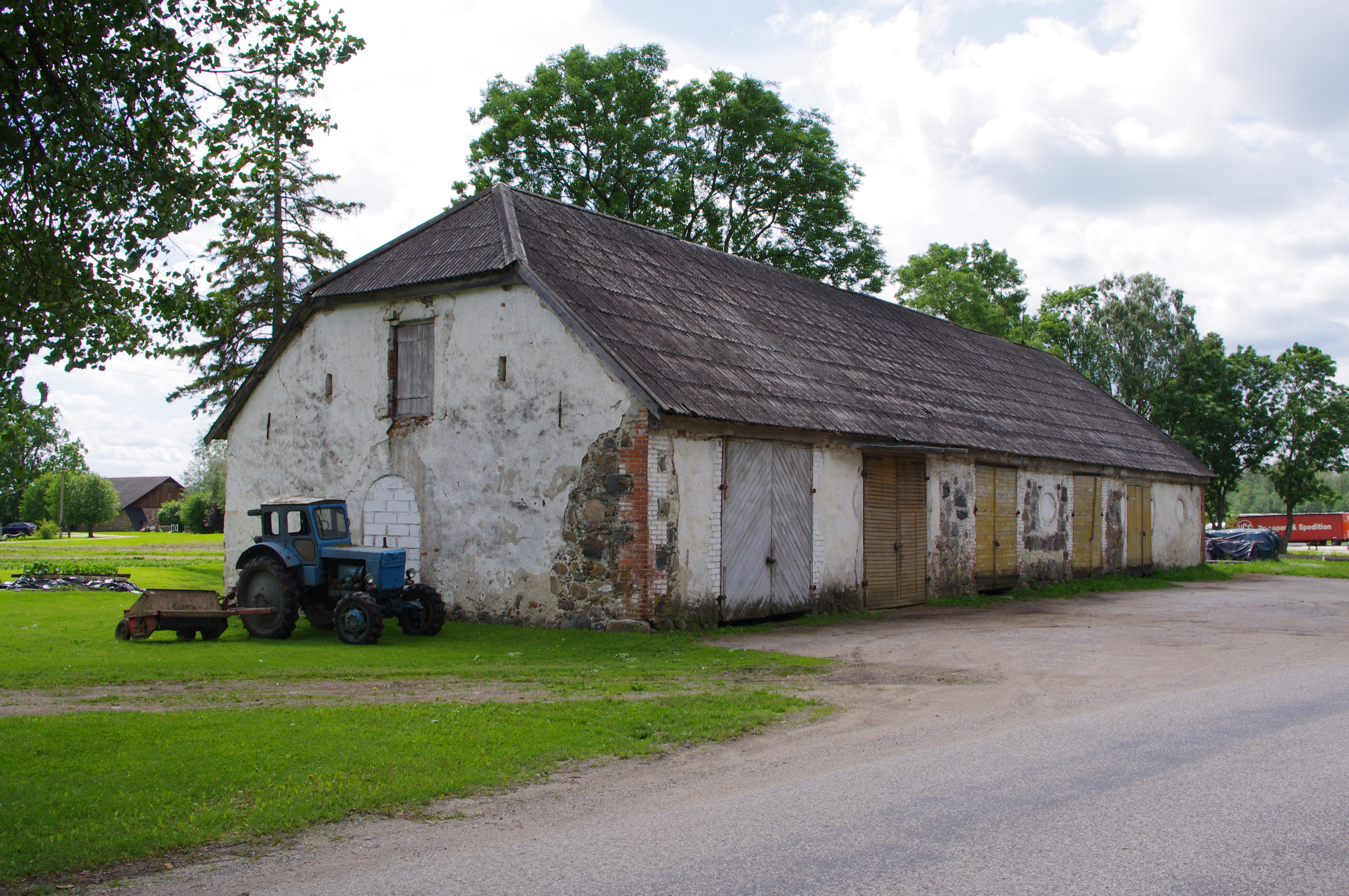
Каретник-конюшня мызы Куриста

## Комментарии
1. ↑  Эстонские топонимы, оканчивающиеся на -а, не склоняются и не имеют женского рода (исключение — Нарва)[6].